# Episodi de I Griffin (prima stagione)
La prima stagione della serie animata I Griffin, composta solamente da 7 episodi, fu trasmessa negli Stati Uniti su Fox dal 31 gennaio al 16 maggio 1999. La versione italiana fu trasmessa su Italia 1 dal 5 novembre al 17 dicembre 2000. 
| nº | Titolo originale         | Titolo italiano            | Prima TV USA    | Prima TV Italia  |
| -- | ------------------------ | -------------------------- | --------------- | ---------------- |
| 1  | Death Has a Shadow       | Soldi dal cielo            | 31 gennaio 1999 | 5 novembre 2000  |
| 2  | I Never Met the Dead Man | I teledipendenti           | 11 aprile 1999  | 12 novembre 2000 |
| 3  | Chitty Chitty Death Bang | L'uomo in bianco           | 18 aprile 1999  | 19 novembre 2000 |
| 4  | Mind Over Murder         | Questione di denti         | 25 aprile 1999  | 26 novembre 2000 |
| 5  | A Hero Sits Next Door    | Eroe non per caso          | 2 maggio 1999   | 3 dicembre 2000  |
| 6  | The Son Also Draws       | Non solo scout             | 9 maggio 1999   | 10 dicembre 2000 |
| 7  | Brian: Portrait of a Dog | Brian: ritratto di un cane | 16 maggio 1999  | 17 dicembre 2000 |

## Soldi dal cielo

Scena dell'episodio

- Titolo originale: Death Has a Shadow
- Diretto da: Peter Shin
- Scritto da: Seth MacFarlane

### Trama
Peter va a un party organizzato dagli amici, ma alla fine di questo si ritrova completamente ubriaco. Il suo alcolismo lo porta a perdere il lavoro, così si rivolge all'assistenza sociale, che gli concede una somma particolarmente generosa. Nonostante ciò Peter, sperperando il denaro, perde la fiducia di Lois. Pentitosi, decide di buttare via da un dirigibile i suoi ultimi soldi durante il Superbowl, ma questo gesto lo porta all'arresto e alla condotta davanti al tribunale. Nel frattempo Stewie costruisce un fucile a raggi per il controllo della mente, che usa in seguito sul giudice, salvando Peter dalla prigione e ridandogli il lavoro.
- Guest star: Lori Alan (Diane Simmons), Carlos Alazraqui (Jonathan Weed), Mike Henry (Cleveland Brown), Phil LaMarr (Giudice), Pat Summerall (se stesso), Butch Hartman, Billy West, Fred Tatasciore (John Madden), Joey Slotnick (Dick Clark), Wally Wingert.
- Codice di produzione: 1ACX01.

## I teledipendenti
- Titolo originale: I Never Met the Dead Man
- Diretto da: Michael Dante DiMartino
- Scritto da: Chris Sheridan

### Trama
Mentre stava insegnando a guidare a Meg, Peter distrugge l'antenna satellitare, mettendo fuori uso la televisione in tutta la città. Non potendo soffrire l'assenza della TV, Lois gli suggerisce di passare più tempo con la famiglia. Questo piano inizialmente funziona, ma si ritorce contro lo stesso Peter quando fa impazzire la famiglia. Nel frattempo, dopo che Lois lo obbliga a mangiare i broccoli, Stewie tenta di costruire un'arma in grado di distruggere tutte le verdure del pianeta.
- Guest star: Erik Estrada (Ponch), Butch Hartman, Aaron Lustig, Joey Slotnick, Frank Welker (Fred Jones), William Shatner (voce di se stesso)
- Codice di produzione: 1ACX02.

## L'uomo in bianco
- Titolo originale: Chitty Chitty Death Bang
- Diretto da: Dominic Polcino
- Scritto da: Danny Smith

### Trama
Lois si arrabbia con Peter quando scopre che ha permesso a Meg di andare a una festa il giorno del primo compleanno di Stewie. Quello che Meg non sa è che sta andando a quella che è in realtà una setta, e mentre Peter la riporta a casa, il leader della setta li segue. Stewie riconosce nel leader "l'uomo in bianco", ossia colui che vuole riportarlo nella "bastiglia ovarica".
- Guest star: Lori Alan (Diane Simmons), Patrick Bristow (Manager del Cheesie Charlie), Butch Hartman, Mike Henry (Bruce), Gary Janetti, Waylon Jennings (se stesso), Rachael MacFarlane (Jennifer), John O'Hurley (Cult Leader).
- Codice di produzione: 1ACX04.

## Questione di denti
- Titolo originale: Mind Over Murder
- Diretto da: Roy Allen Smith
- Scritto da: Neil Goldman e Garrett Donovan

### Trama
Quando Peter va alla partita di calcio di Chris, colpisce inavvertitamente una donna incinta, che credeva fosse un uomo. Costretto agli arresti domiciliari, Peter trasforma la cantina in un bar, e Lois finisce per rubargli la scena, facendolo innervosire. Intanto Stewie crea una macchina del tempo per oltrepassare "l'orribile fase della dentizione".
- Guest star: Lori Alan (Diane Simmons), Carlos Alazraqui, Butch Hartman, Mike Henry (Cleveland Brown), Wally Wingert (Pawtucket Patriot), Alex Rocco (Mamma alla partita), Leslie Uggams (se stessa).
- Curiosità: La scena del film vietato ai minori che Peter vede in TV è tratta da una celebre scena di Pulp Fiction, con Bruce Willis e Maria de Medeiros, e scimmiotta la goliardica presunta omosessualità di Bert e Ernie, due personaggi dello show televisivo per bambini Sesame Street.
- Codice di produzione: 1ACX03.

## Eroe non per caso
- Titolo originale: A Hero Sits Next Door
- Diretto da: Monte Young
- Scritto da: Mike Barker e Matt Weitzman

### Trama
Una nuova famiglia si trasferisce vicino ai Griffin, e sebbene Peter non abbia voglia di andare a fare la loro conoscenza, Lois fa rapidamente amicizia con Bonnie, mentre Meg cerca di fare colpo sul loro figlio, Kevin. Peter scopre che Joe è un campione di baseball, ma quando lo invita a giocare nella partita aziendale, scopre che il nuovo vicino è handicappato. Ma quando Joe diventa l'idolo del pubblico, Peter decide di diventare anche lui un eroe.
- Guest star: Michelle Kwan (se stessa), Suzie Plakson, Wally Wingert (Grinch), Carlos Alazraqui (Jonathan Weed), Butch Hartman, Jon Cryer (Kevin).
- Codice di produzione: 1ACX05.

## Non solo scout
- Titolo originale: The Son Also Draws
- Diretto da: Neil Affleck
- Scritto da: Ricky Blitt

### Trama
Chris viene buttato fuori dagli scout e Peter chiede al capo di dargli un’ultima possibilità. In seguito Chris si dimette da solo e Peter per far sì che suo figlio venga nuovamente rimesso, gli promette di portarlo nella Grande Mela insieme al resto della sua famiglia (eccetto Brian che rimane a casa). Durante il tragitto Peter pensa di aver perso strada e sentendo dei dolori allo stomaco decide di fare sosta ad un casinò indiano. Mentre Peter si trova in bagno, Lois scommette la macchina di famiglia giocando a un videopoker, perdendola. Peter cerca in tutti i modi di riavere la sua macchina e per averla dovrà andare nei boschi a cercare una visione per dimostrare ai proprietari del casinò che ha sangue indiano. Più tardi Chris rivela al padre che a lui non interessava restare negli scout, ma disegnare, e per questo Peter accetta le sue scuse. Una volta riavuta la macchina indietro la famiglia ritorna a Quahog.
- Guest Star: Suzie Plakson, Kevin Michael Richardson, Fred Tatasciore, Wally Wingert, Bobby Slayton.
- Codice di produzione: 1ACX06.

## Brian: ritratto di un cane
- Titolo originale: Brian: Portrait of a Dog
- Diretto da: Michael Dante DiMartino
- Scritto da: Gary Janetti

### Trama
Peter convince Brian a mettere da una parte il suo orgoglio e a farlo iscrivere a un concorso canino per vincere un po' di soldi extra, ma quando discutono su un gioco di abilità andato male Brian decide di averne abbastanza con l'essere un cittadino di seconda classe. Il suo tentativo di far valere i propri diritti civili gli varrà una sentenza di abbattimento, dalla quale dovrà tirarsi fuori.
- Guest Star: Lori Alan (Dianne Simmons), Butch Hartman, Rachael MacFarlane, Dick Van Patten (Thomas Bradford), Mary Scheer (Mary Bradford), Joey Slotnick, Wally Wingert.
- Codice di produzione: 1ACX07.